# 제천중학교
제천중학교(堤川中學校)는 대한민국 충청북도 제천시 서부동에 있는 공립 중학교이다.

## 학교 연혁
- 1946년 10월 1일 : 제천중학교 설립인가 및 개교(6학급)
- 1948년 6월 1일 : 신축교사 낙성 이전 (현위치)
- 1951년 8월 31일 : 학제변경으로 제천중·고로 분리
- 1973년 6월 9일 : 제천중·고 분리, 고등학교 이전
- 1978년 9월 1일 : 동편 2개교실 증축(상하) 본관 완성
- 1982년 12월 27일 : 후관 목조건물 철거, 7개교실 신축
- 1996년 4월 5일 : 강당 겸 체육관 신축
- 1998년 3월 1일 : 제천중학교 청풍 분교장
- 2001년 8월 31일 : 예지관 및 자양관 신축
- 2004년 3월 1일 : 청풍분교장 분리
- 2022년 9월 1일 : 제35대 조봉주 교장 부임

## 참고 자료
- 제천중학교 - 한국교육학술정보원 학교알리미